# Église Saint-Michel de Dijon
L’église Saint-Michel, située dans le secteur sauvegardé de Dijon, est une église du XVIe siècle célèbre par sa façade Renaissance, considérée comme l'une des plus belles de France. Elle est classée monument historique par la liste de 1840.

## Histoire

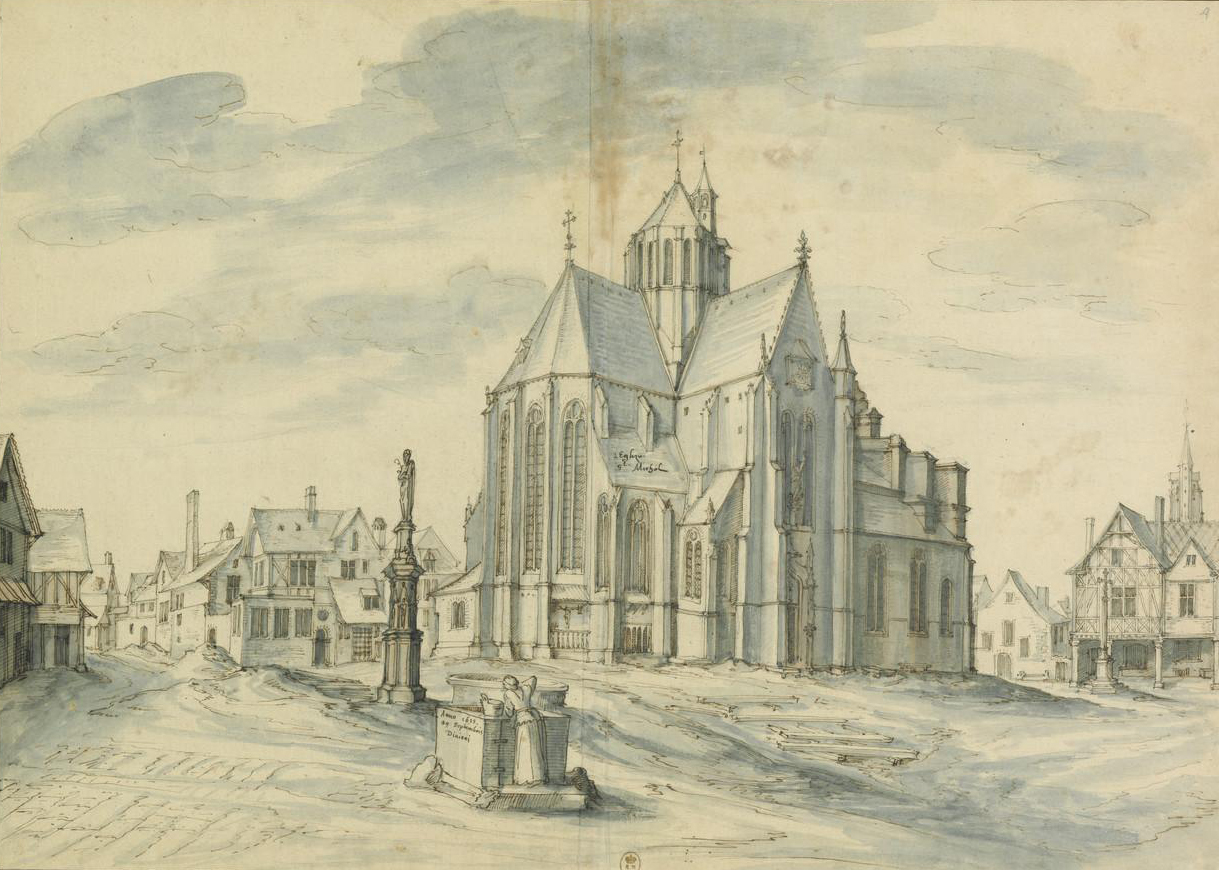
Dessin de l’église Saint-Michel de Dijon, le 29 septembre 1615, par Étienne Martellange

La première mention de l’église Saint-Michel de Dijon date de 889. Située près des murs du Castrum de Dijon, elle n'était probablement à l'origine qu'une simple chapelle en bois. Devenue trop petite pour accueillir l'ensemble des fidèles, elle fut remplacée à l'initiative de l'abbé de Saint-Étienne, Garnier de Mailly, par une église de 58,44 m de long sur 9,74 m de large qui fut consacrée en 1020 par l'évêque de Langres, Lambert de Bassigny. Son fondateur Garnier de Mailly y fut inhumé à sa mort en 1051. Un dessin de la fin du XVe siècle permet d'entrevoir l'aspect qu'elle avait à cette époque.
Le 17 juillet 1497, comme elle était devenue trop petite pour accueillir tous les fidèles, il fut décidé la construction d'une nouvelle église par souscription auprès des paroissiens. On l'élargit en l'allongeant du côté du chœur. Les familles riches de la paroisse firent construire à leur frais des chapelles. L'église fut consacrée le 29 juillet 1529 par Philibert de Beaujeu, évêque de Tonnerre. Après quelques hésitations sensibles dans les maçonneries du chœur, le parti retenu par l'architecte et la Fabrique fut celui d'un traditionnel gothique flamboyant assez austère, les seuls éléments de sculpture venant souligner les piliers de la croisée.
Le portail sud fut terminé en 1537, le portail central en 1551. Les tours de la façade occidentale ne furent achevées qu'en 1659 et 1667.
Le sommet des tours fut reconstruit à l'identique à la fin du XVIIe siècle. La sacristie fut construite au début du XVIIIe siècle et agrandie au siècle suivant. En 1763, le sanctuaire est surélevé, et les très belles boiseries dans le goût à la grecque viennent lambrisser le chœur et envelopper les piliers du transept.

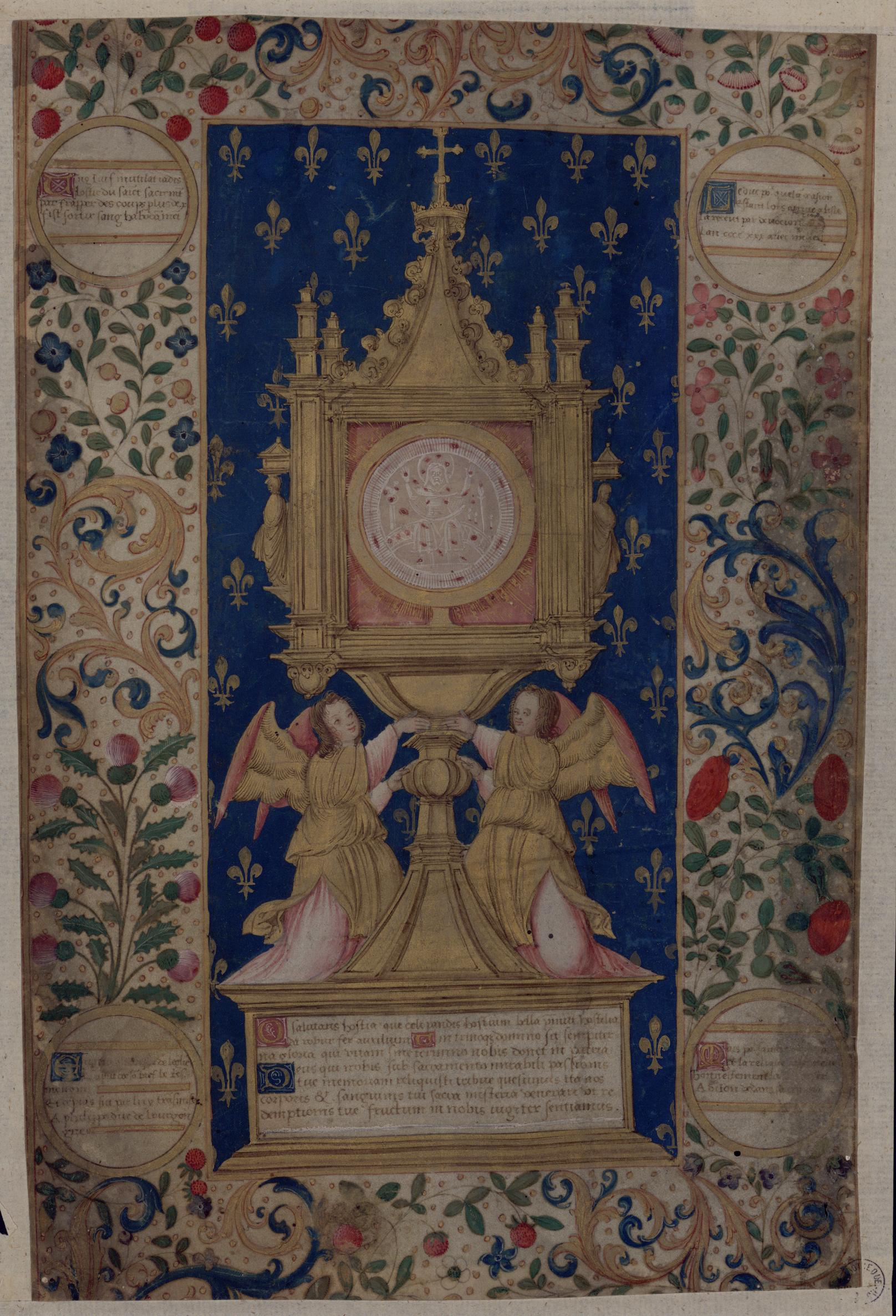
Hostie miraculeuse de Dijon

Entre janvier 1791 et février 1794 est conservée dans l'église la "Sainte-Hostie". Cette hostie miraculeuse, représentant le Christ sur son trône, laquelle image avait été percée de coups de stylet et avait répandu du sang, avait été donnée en 1433 par le pape Eugène IV au duc de Bourgogne. Les révolutionnaires la brûlent publiquement le 10 février 1794,.
En 1847, une modification du toit du portail entraîna des infiltrations qui détériorèrent les sculptures, qui furent restaurées à la fin du XIXe siècle, puis à nouveau dans les années 1970 et 1990.
L'église Saint-Michel était la paroisse de sainte Élisabeth de la Trinité (1880-1906), qui y fit sa première communion le 19 avril 1891 et y pria régulièrement. Elle entra en 1901 au Carmel de Dijon, où elle mourut ; ses reliques sont conservées à l'église Saint-Michel, dans une châsse réalisée par Stefano Borin. 

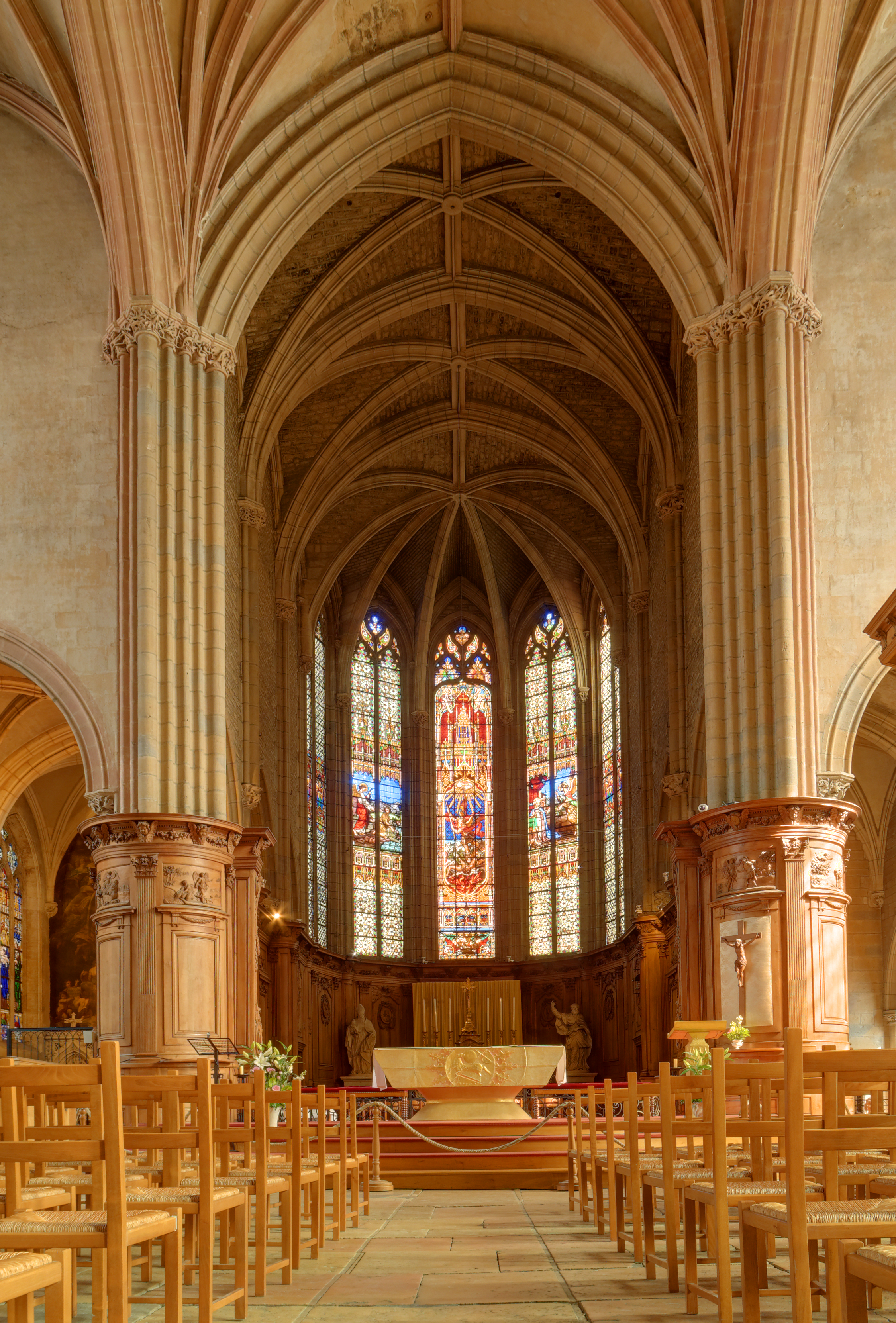
Vue intérieure de l'église
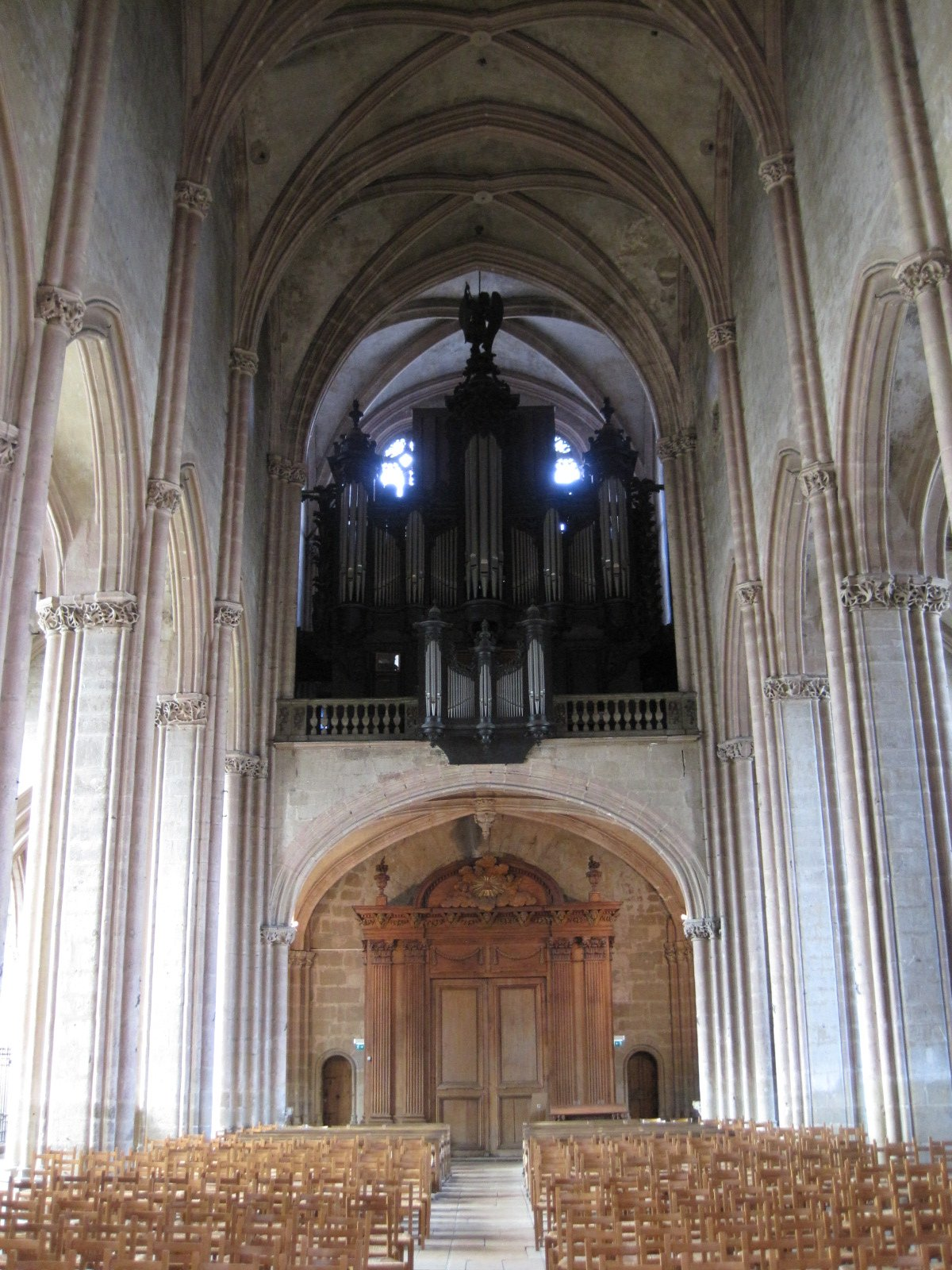
L'orgue de l'église
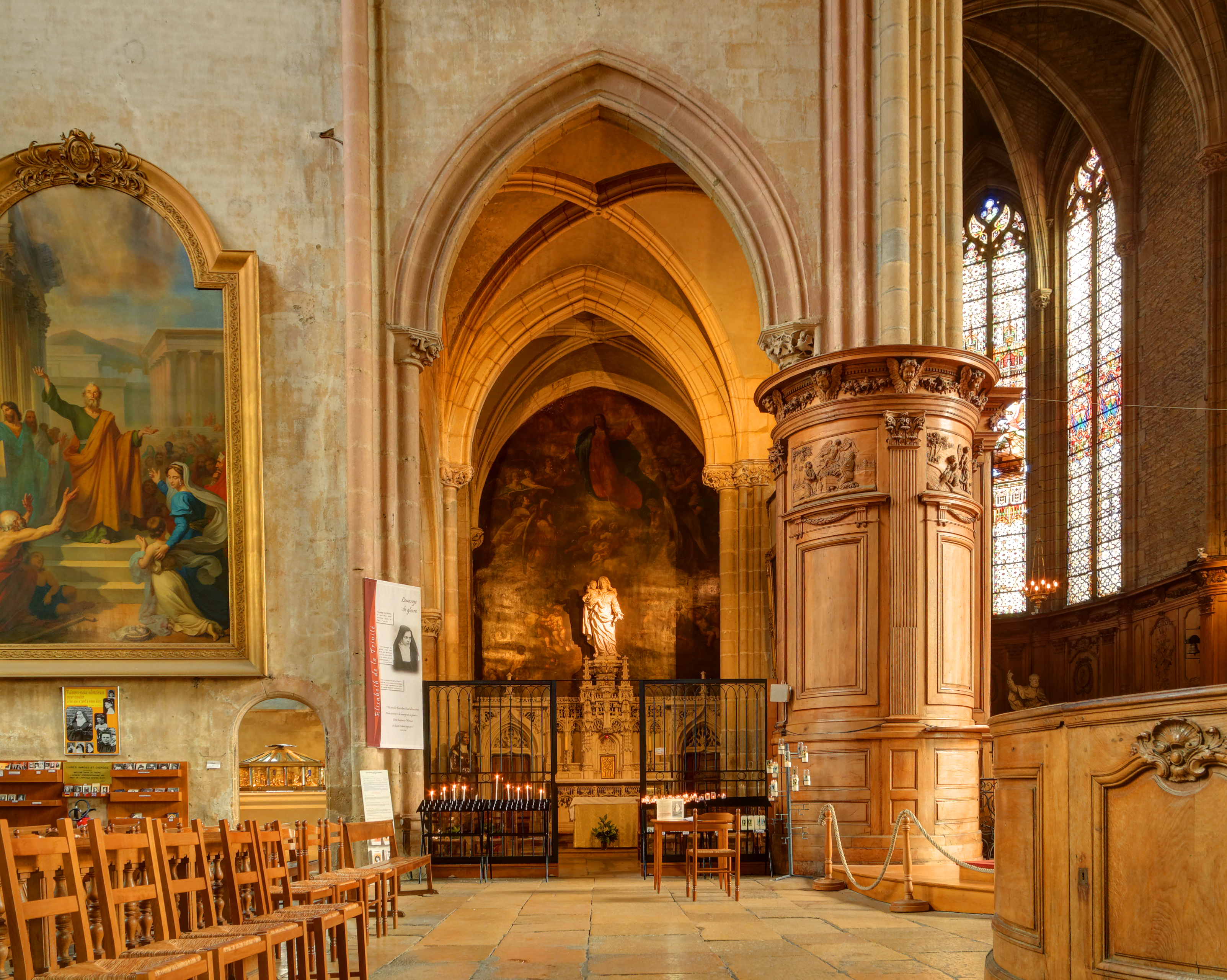
Le bras nord du transept
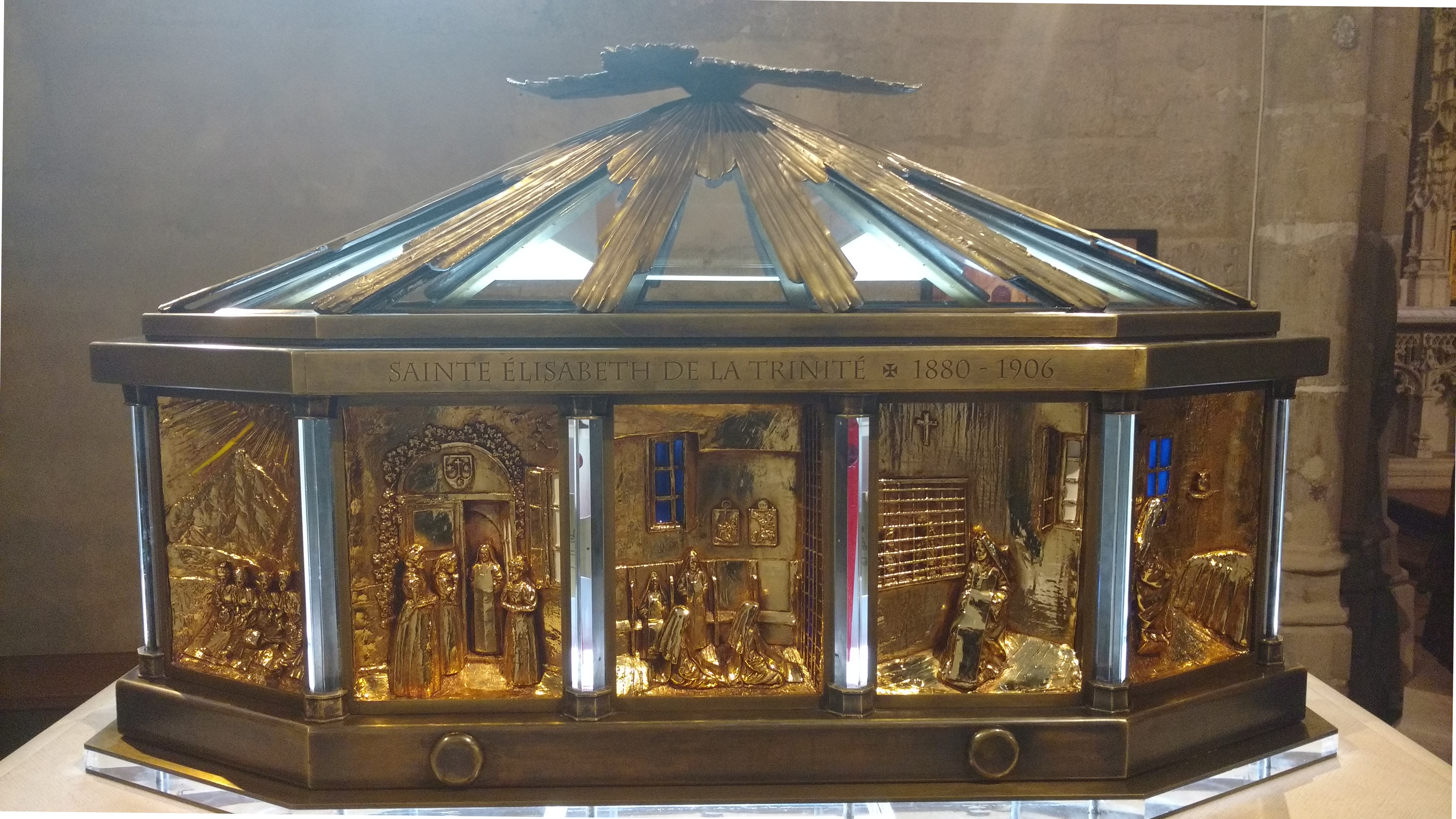
Châsse de sainte Élisabeth de la Trinité

## Architecture

### Dimensions
- Longueur  : 57,3 mètres
- Largeur : 18,3 mètres
- Hauteur sous voûte de la nef et du chœur : 19,5 mètres

### Style architectural
La façade principale est unique en son genre par le mélange entre le style gothique et celui de la Renaissance, ce qui est dû à la date de construction de l'église. La coexistence de ces deux styles architecturaux peut être expliquée par l'importance que prend l'art architectural en Bourgogne au XVIe siècle avec le retour des formes antiques et l'influence de l'art italien. L'abside, le chœur, la nef et le transept sont gothiques ; la nef est bâtie de 1511 à 1525. Les travaux de la façade s'arrêtèrent après 1570 et ne reprirent que vers 1650. La tour sud, ou de droite, fut achevée en 1659 ; la tour nord en 1667. Leurs ornements avec la superposition des trois ordres (dorique, ionique et corinthien) sont d'inspiration Renaissance.

## Peinture
(Sources : base Mérimée).
- École napolitaine, Le Martyre de saint Sébastien, daté de 1640.
- Philippe Quantin, Annonciation.
- Nicolas Bertin, Annonciation, Le Christ chez Marthe et Marie.
- François (Franz) Krause ou Krauss, quatre tableaux provenant du monastère de la chartreuse de Dijon, tous datés de 1737 :
  - L'Adoration des bergers
  - L'Adoration des Mages
  - La Fuite en Égypte
  - La Présentation au temple (d'après Jean Jouvenet ; il s'agit d'une copie inversée d'après l'original.)
  - Matteo Nanini, Le Martyre de saint Jacques le Majeur, 1727. Selon une tradition, il aurait été peint par l'artiste en remerciement de soins reçus à l'hôpital de Dijon.
- Gabriel Revel, Festin d'Hérode, 1708.
- Vincent-Nicolas Raverat, Saint Pierre prêchant à Jérusalem, 1845.